# ずっと一緒に
「ずっと一緒に」（ずっといっしょに）は、日本のデュオ・花*花のインディーズ6作目のシングル。

## 概要
- 前作「あ〜よかった」から約5ヶ月ぶりのシングルにして、インディーズ期で発売された最後の作品。
- 表題曲はMBS系『ちちんぷいぷい』のエンディングテーマに、カップリング2曲目はグンゼ『CFA100』のCMソングに起用された。タイアップが付くのは「赤い自転車」以来2作ぶり、カップリング曲に付くのは初となった。

## 収録曲
1. ずっと一緒に
作詞・作曲：こじまいづみ
編曲：パパダイスケ
2. HEART
作詞・作曲：おのまきこ
編曲：パパダイスケ
3. ひざまくら
作詞・作曲：おのまきこ
編曲：花花、菱沼幹太
4. ずっと一緒に (Off Vocal)
作曲：こじまいづみ
編曲：パパダイスケ
表題曲のオフヴォーカルバージョン。

## 参加ミュージシャン
花*花
- こじまいづみ：Vocal (#1,2,3)、Fender Rhodes (#2)
- おのまきこ：Vocal (#1,2)、Piano (#1,3,4)、Keyboards (#1,4)

Support Musician
- パパダイスケ：Electoric Guitar (#1,4)、Acoustic Guitar (#1,2,4)、Programming (#2)
- 住友俊洋：Slide Guitar (#2)
- 菱沼幹太：Guitar (#3)
- 白船睦洋：Electoric Bass (#1,4)
- 大久保敦夫：Drums (#1,4)
- 横山貴生：Sax (#1,2,4)
- 松本浩明：Trumpet (#1,2,4)
- 大迫明：Trombone (#1,2,4)
- ひざまくらオール・スターズ：S.E. (#3)

## タイアップ
- MBS系情報番組『ちちんぷいぷい』エンディングテーマ (#1)
- グンゼ『CFA100』CMソング (#3)

## 収録アルバム
- 11songs（+4） (#3)
- 2 souls (#1,2)
- FOOT PRINT〜花*花WORKS 2000-2003 (#1,2)
- ゴールデン☆ベスト シングル・コレクション (#1)
- A40 ハッピー ラブソングス (#1)